# 土岐郡
- 令制国一覧 > 東山道 > 美濃国 > 土岐郡
- 日本 > 中部地方 > 岐阜県 > 土岐郡

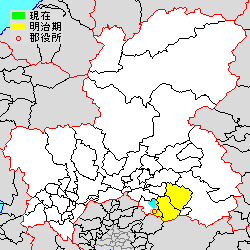
岐阜県土岐郡の位置（水色：後に他郡から編入した区域）

土岐郡（ときぐん）は、岐阜県（美濃国）にあった郡。

## 郡域
1879年（明治12年）に行政区画として発足した当時の郡域は、以下の区域にあたる。
- 多治見市の一部（土岐川以南および高田町各町・東栄町・東山）
- 土岐市の全域
- 瑞浪市の大部分（陶町各町を除く）

美濃源氏土岐氏発祥の地であり、上記3市はともに土岐氏の家紋に由来するキキョウを市の花としている。

## 歴史

### 土岐郡の六郷
- 土岐郷　-
- 日吉郷　- 瑞浪市日吉町と明世町月吉と推定される。
- 駅家郷　-
- 楢原郷　-　土岐市の土岐津町・肥田と推定される。
- (田かんむりに只)味郷　- 多治見市の土岐川以南。
- 餘戸郷　- 土岐市の妻木・下石・曽木・鶴里・瑞浪市の稲津町小里・萩原と推定される。

### 式内社
延喜式神名帳より後に作成された『美濃国神名帳』には土岐郡に式内社の記述が無いため存在しなかったと考えられる。

### 帳内社
- 正一位・酒波大神　瑞浪市日吉町南垣外ある酒波神社。
- 従五位下・尋河明神　瑞浪市日吉町田高戸にある尋河神社。
- 従五位下・神野明神　諏訪神社 (瑞浪市土岐町)境内の天神社と推定される。
- 従五位下・垣野明神　白鳥神社 (土岐市鶴里町柿野)の旧郷社と推定される。
- 従五位下・高田明神　白山神社 (土岐市泉中窯町)と推定される。
- 従五位下・(田かんむりに只)味明神　新羅神社 (多治見市)と推定される。
- 従五位下・大県明神　土岐市肥田町肥田字大県161番地にある無格社の小祠と推定される。瑞浪市釜戸町上平に大縣神社 (瑞浪市)があるが、江戸時代の創建である。

### 近世以降の沿革
- 「旧高旧領取調帳」に記載されている明治初年時点での支配は以下の通り（53村）。幕府領は美濃郡代が管轄。

| 知行               | 知行                                      | 村数 | 村名 |
| ------------------ | ----------------------------------------- | ---- | --- |
| 藩領               | 尾張藩(木曾衆)                            | 15村 | 本郷村、白倉村、細久手村、南垣外村、宿村（現・瑞浪市日吉町）、宿洞村、北野村、平岩村、深沢村、田高戸村、松野村、志月村、半原村、一日市場村、大湫村 |
| 藩領               | 岩村藩                                    | 11村 | 細野村、柿野村、駄知村、肥田村、定林寺村、河合村、神箆村、山野内村、清水村、市原村、大草村                                                         |
| 藩領 幕府領        | 岩村藩 美濃郡代                           | 1村  | 浅野村 |
| 幕府領             | 美濃郡代                                  | 12村 | 高山村、多治見村、大富村、久尻村、土岐口村、萩原村、小田村、須之宮村、寺河戸村、月吉村、下石村、笠原村                                             |
| 藩領 幕府領 旗本領 | 岩村藩 美濃郡代 明知遠山氏                | 1村  | 猿子村 |
| 幕府領 旗本領      | 美濃郡代 明知遠山氏                       | 3村  | 山田村、小里村、戸狩村 |
| 旗本領             | 明知遠山氏                                | 2村  | 羽広村、曽木村 |
| 旗本領             | 釜戸馬場氏                                | 7村  | 宿村（現・瑞浪市釜戸町）、公文垣内村、中切村、大島村、上平村、荻島村、平山村                                                                       |
| 旗本領 寺社領      | 上郷妻木氏 下郷妻木氏 妻木八幡神社 崇禅寺 | 1村  | 妻木村 |

- 慶応4年
  - 4月15日（1868年5月7日） - 幕府領・旗本領が笠松裁判所の管轄となる。
  - 閏4月25日（1868年6月15日） - 笠松裁判所の管轄地域が笠松県の管轄となる。
- 明治初年 - 領地替えにより幕府領の一部（高山村・大富村・久尻村・土岐口村・小田村・須之宮村・寺河戸村・下石村・羽広村・曽木村・釜戸村・妻木村・山田村）が岩村藩領、名古屋藩領の一部（本郷村・白倉村・細久手村・深沢村・田高戸村・志月村・一日市場村・大湫村）が笠松県の管轄となる。
- 明治4年
  - 7月14日（1871年8月29日） - 廃藩置県により、藩領が名古屋県、岩村県となる。
  - 11月22日（1872年1月2日） - 第1次府県統合により、全域が岐阜県の管轄となる。
- 明治5年（1872年）5月 - 一日市場村・清水村・市原村・大草村が神箆村に合併。（49村）
- 明治7年（1874年）9月 - 宿村（現・瑞浪市釜戸町）が改称して釜戸宿村となる[3]。
- 明治8年（1875年）1月 - 以下の各村の統合が行われる[4]。（28村）
  - 日吉村 ← 半原村、本郷村、深沢村、平岩村、宿洞村、白倉村、田高戸村、松野村、宿村、北野村、細久手村、志月村、南垣外村
  - 小里村 ← 羽広村、須之宮村、小里村
  - 土岐村 ← 猿子村、神箆村
  - 釜戸村 ← 釜戸宿村、公文垣内村、中切村、大島村、上平村、荻島村、平山村
- 明治12年（1879年）2月18日 - 郡区町村編制法の岐阜県での施行により、行政区画としての土岐郡が発足。郡役所が多治見村に設置。

### 町村制以降の沿革
- 明治22年（1889年）7月1日 - 町村制の施行により以下の町村が発足。（1町21村）
  - 多治見町（多治見村が単独町制。現・多治見市）
  - 笠原村（単独村制。現・多治見市）
  - 土岐口村、高山村、妻木村、下石村、曽木村、駄知村、河合村（それぞれ単独村制。現・土岐市）
  - 寺河戸村、小田村、山田村、土岐村、日吉村、山野内村、戸狩村、月吉村（それぞれ単独村制。現・瑞浪市）
  - 鶴里村 ← 柿野村、細野村（現・土岐市）
  - 稲津村 ← 小里村、萩原村（現・瑞浪市）
  - 余戸村 ← 釜戸村、大湫村（現・瑞浪市）
  - 肥田村 ← 浅野村、肥田村（現・土岐市）
  - 泉村 ← 久尻村、大富村、定林寺村（現・土岐市）
- 明治22年（1889年）11月5日 - 土岐口村・高山村が合併して土岐津町が発足。（2町19村）
- 明治29年（1896年）2月14日 - 多治見町の一部（旧・市之倉村）が分立して市之倉村が発足。（2町20村）
- 明治30年（1897年）
  - 4月1日（2町15村）
    - 山野内村・戸狩村・月吉村・河合村が合併して明世村が発足。
    - 寺河戸村・山田村・小田村が合併して瑞浪村が発足。

  - 8月1日 - 郡制を施行。
- 明治42年（1909年）10月11日 - 駄知村が町制施行して駄知町となる。（3町14村）
- 大正4年（1915年）10月1日 - 泉村が町制施行して泉町となる。（4町13村）
- 大正8年（1919年）7月1日 - 下石村が町制施行して下石町となる。（5町12村）
- 大正9年（1920年）5月1日 - 瑞浪村が町制施行して瑞浪町となる。（6町11村）
- 大正10年（1921年）7月1日 - 余戸村が分割し、一部（旧・釜戸村）に釜戸村が、残部（旧・大湫村）に大湫村がそれぞれ発足[5]。（6町12村）
- 大正12年（1923年）
  - 4月1日 - 郡会が廃止。郡役所は存続。
  - 10月10日 - 笠原村が町制施行して笠原町となる。（7町11村）
- 大正15年（1926年）
  - 4月1日 - 土岐村が町制施行して土岐町となる。（8町10村）
  - 7月1日 - 郡役所が廃止。以降は地域区分名称となる。
- 昭和6年（1931年）1月1日 - 妻木村が町制施行して妻木町となる。（9町9村）
- 昭和9年（1934年）8月1日 - 多治見町が可児郡豊岡町を編入。
- 昭和15年（1940年）8月1日 - 多治見町が市制施行して多治見市となり、郡より離脱。（8町9村）
- 昭和26年（1951年）
  - 3月5日 - 市之倉村が多治見市に編入。（8町8村）
  - 4月1日（6町8村）
    - 笠原町が多治見市に編入。
    - 瑞浪町・土岐町が合併して瑞浪土岐町が発足。
- 昭和27年（1952年）
  - 4月1日 - 多治見市の一部（旧・笠原村のうち滝呂を除く区域）が分立して笠原村が発足。（6町9村）
  - 8月1日 - 笠原村が町制施行して笠原町となる。（7町8村）
- 昭和29年（1954年）4月1日 - 瑞浪土岐町・稲津村・釜戸村・大湫村・日吉村および明世村の一部（月吉・山野内・戸狩）が恵那郡陶町と合併して瑞浪市が発足し、郡より離脱。明世村の残部（河合）が泉町に編入。（6町3村）
- 昭和30年（1955年）2月1日 - 土岐津町・妻木町・下石町・鶴里村・曽木村・駄知町・肥田村・泉町が合併して土岐市が発足し、郡より離脱。（1町）
- 平成18年（2006年）1月23日 - 笠原町が多治見市に編入。同日土岐郡消滅。

### 変遷表
| 明治22年以前   | 明治22年以前             | 明治22年以前      | 明治22年 7月1日 町村制施行 | 明治22年 - 明治45年           | 大正元年 - 昭和9年           | 昭和10年 - 昭和64年           | 昭和10年 - 昭和64年        | 昭和10年 - 昭和64年                                                     | 平成元年 - 現在                | 現在     |
| -------------- | ------------------------ | ----------------- | -------------------------- | ----------------------------- | ---------------------------- | ----------------------------- | -------------------------- | ----------------------------------------------------------------------- | ------------------------------ | -------- |
| 可児郡中之郷村 | 可児郡中之郷村           | 可児郡中之郷村    | 可児郡 豊岡村              | 明治34年6月10日 町制 豊岡町   | 昭和9年8月1日 多治見町に編入 | 昭和15年8月1日 市制 多治見市  | 多治見市                   | 多治見市                                                                | 多治見市                       | 多治見市 |
| 可児郡長瀬村   |                          |                   | 可児郡 豊岡村              | 明治34年6月10日 町制 豊岡町   | 昭和9年8月1日 多治見町に編入 | 昭和15年8月1日 市制 多治見市  | 多治見市                   | 多治見市                                                                | 多治見市                       | 多治見市 |
| 可児郡小名田村 |                          |                   | 可児郡 豊岡村              | 明治34年6月10日 町制 豊岡町   | 昭和9年8月1日 多治見町に編入 | 昭和15年8月1日 市制 多治見市  | 多治見市                   | 多治見市                                                                | 多治見市                       | 多治見市 |
| 多治見村       | その他                   | その他            | 多治見町                   | 多治見町                      | 多治見町                     | 昭和15年8月1日 市制 多治見市  | 多治見市                   | 多治見市                                                                | 多治見市                       | 多治見市 |
| 多治見村       | 旧市之倉村               | 旧市之倉村        | 多治見町                   | 明治29年2月24日 分立 市之倉村 | 市之倉村                     | 昭和26年3月5日 多治見市に編入 | 多治見市                   | 多治見市                                                                | 多治見市                       | 多治見市 |
| 笠原村         | 滝呂地区                 | 滝呂地区          | 笠原村                     | 笠原村                        | 大正12年10月10日 町制 笠原町 | 昭和26年4月1日 多治見市に編入 | 多治見市                   | 多治見市                                                                | 多治見市                       | 多治見市 |
| 笠原村         | その他                   | その他            | 笠原村                     | 笠原村                        | 大正12年10月10日 町制 笠原町 | 昭和26年4月1日 多治見市に編入 | 昭和27年4月1日 分立 笠原村 | 昭和27年8月1日 町制 笠原町                                              | 平成18年1月23日 多治見市に編入 | 多治見市 |
| 土岐口村       | 土岐口村                 | 土岐口村          | 土岐口村                   | 明治22年11月15日 土岐津町     | 土岐津町                     | 土岐津町                      | 土岐津町                   | 昭和30年2月1日 土岐市 昭和32年4月1日 (定林寺の一部が可児郡御嵩町に編入) | 土岐市                         | 土岐市   |
| 高山村         | 高山村                   | 高山村            | 高山村                     | 明治22年11月15日 土岐津町     | 土岐津町                     | 土岐津町                      | 土岐津町                   | 昭和30年2月1日 土岐市 昭和32年4月1日 (定林寺の一部が可児郡御嵩町に編入) | 土岐市                         | 土岐市   |
| 駄知村         | 駄知村                   | 駄知村            | 駄知村                     | 明治42年10月11日 町制 駄知町  | 駄知町                       | 駄知町                        | 駄知町                     | 昭和30年2月1日 土岐市 昭和32年4月1日 (定林寺の一部が可児郡御嵩町に編入) | 土岐市                         | 土岐市   |
| 下石村         | 下石村                   | 下石村            | 下石村                     | 下石村                        | 大正8年7月1日 町制 下石町    | 下石町                        | 下石町                     | 昭和30年2月1日 土岐市 昭和32年4月1日 (定林寺の一部が可児郡御嵩町に編入) | 土岐市                         | 土岐市   |
| 妻木村         | 妻木村                   | 妻木村            | 妻木村                     | 妻木村                        | 昭和6年1月1日 町制 妻木町    | 妻木町                        | 妻木町                     | 昭和30年2月1日 土岐市 昭和32年4月1日 (定林寺の一部が可児郡御嵩町に編入) | 土岐市                         | 土岐市   |
| 肥田村         | 肥田村                   | 肥田村            | 肥田村                     | 肥田村                        | 肥田村                       | 肥田村                        | 肥田村                     | 昭和30年2月1日 土岐市 昭和32年4月1日 (定林寺の一部が可児郡御嵩町に編入) | 土岐市                         | 土岐市   |
| 浅野村         |                          |                   | 肥田村                     | 肥田村                        | 肥田村                       | 肥田村                        | 肥田村                     | 昭和30年2月1日 土岐市 昭和32年4月1日 (定林寺の一部が可児郡御嵩町に編入) | 土岐市                         | 土岐市   |
| 細野村         | 細野村                   | 細野村            | 鶴里村                     | 鶴里村                        | 鶴里村                       | 鶴里村                        | 鶴里村                     | 昭和30年2月1日 土岐市 昭和32年4月1日 (定林寺の一部が可児郡御嵩町に編入) | 土岐市                         | 土岐市   |
| 柿野村         |                          |                   | 鶴里村                     | 鶴里村                        | 鶴里村                       | 鶴里村                        | 鶴里村                     | 昭和30年2月1日 土岐市 昭和32年4月1日 (定林寺の一部が可児郡御嵩町に編入) | 土岐市                         | 土岐市   |
| 曽木村         | 曽木村                   | 曽木村            | 曽木村                     | 曽木村                        | 曽木村                       | 曽木村                        | 曽木村                     | 昭和30年2月1日 土岐市 昭和32年4月1日 (定林寺の一部が可児郡御嵩町に編入) | 土岐市                         | 土岐市   |
| 久尻村         | 久尻村                   | 久尻村            | 泉村                       | 泉村                          | 大正4年10月1日 町制 泉町     | 泉町                          | 泉町                       | 昭和30年2月1日 土岐市 昭和32年4月1日 (定林寺の一部が可児郡御嵩町に編入) | 土岐市                         | 土岐市   |
| 大富村         |                          |                   | 泉村                       | 泉村                          | 大正4年10月1日 町制 泉町     | 泉町                          | 泉町                       | 昭和30年2月1日 土岐市 昭和32年4月1日 (定林寺の一部が可児郡御嵩町に編入) | 土岐市                         | 土岐市   |
| 定林寺村       |                          |                   | 泉村                       | 泉村                          | 大正4年10月1日 町制 泉町     | 泉町                          | 泉町                       | 昭和30年2月1日 土岐市 昭和32年4月1日 (定林寺の一部が可児郡御嵩町に編入) | 土岐市                         | 土岐市   |
| 河合村         | 河合村                   | 河合村            | 河合村                     | 明治30年4月1日 明世村         | 明世村                       | 明世村                        | 昭和29年4月1日 泉町に編入  | 昭和30年2月1日 土岐市 昭和32年4月1日 (定林寺の一部が可児郡御嵩町に編入) | 土岐市                         | 土岐市   |
| 戸狩村         | 戸狩村                   | 戸狩村            | 戸狩村                     | 明治30年4月1日 明世村         | 明世村                       | 明世村                        | 昭和29年4月1日 瑞浪市      | 昭和29年4月1日 瑞浪市                                                   | 瑞浪市                         | 瑞浪市   |
| 山野内村       | 山野内村                 | 山野内村          | 山野内村                   | 明治30年4月1日 明世村         | 明世村                       | 明世村                        | 昭和29年4月1日 瑞浪市      | 昭和29年4月1日 瑞浪市                                                   | 瑞浪市                         | 瑞浪市   |
| 月吉村         | 月吉村                   | 月吉村            | 月吉村                     | 明治30年4月1日 明世村         | 明世村                       | 明世村                        | 昭和29年4月1日 瑞浪市      | 昭和29年4月1日 瑞浪市                                                   | 瑞浪市                         | 瑞浪市   |
| 小田村         | 小田村                   | 小田村            | 小田村                     | 明治30年4月1日 瑞浪村         | 大正9年5月1日 町制 瑞浪町    | 昭和26年4月1日 瑞浪土岐町     | 昭和29年4月1日 瑞浪市      | 昭和29年4月1日 瑞浪市                                                   | 瑞浪市                         | 瑞浪市   |
| 山田村         | 山田村                   | 山田村            | 山田村                     | 明治30年4月1日 瑞浪村         | 大正9年5月1日 町制 瑞浪町    | 昭和26年4月1日 瑞浪土岐町     | 昭和29年4月1日 瑞浪市      | 昭和29年4月1日 瑞浪市                                                   | 瑞浪市                         | 瑞浪市   |
| 寺河戸村       | 寺河戸村                 | 寺河戸村          | 寺河戸村                   | 明治30年4月1日 瑞浪村         | 大正9年5月1日 町制 瑞浪町    | 昭和26年4月1日 瑞浪土岐町     | 昭和29年4月1日 瑞浪市      | 昭和29年4月1日 瑞浪市                                                   | 瑞浪市                         | 瑞浪市   |
| 猿子村         | 猿子村                   | 明治8年1月 土岐村 | 土岐村                     | 土岐村                        | 大正15年4月1日 町制 土岐町   | 昭和26年4月1日 瑞浪土岐町     | 昭和29年4月1日 瑞浪市      | 昭和29年4月1日 瑞浪市                                                   | 瑞浪市                         | 瑞浪市   |
| 神箆村         |                          | 明治8年1月 土岐村 | 土岐村                     | 土岐村                        | 大正15年4月1日 町制 土岐町   | 昭和26年4月1日 瑞浪土岐町     | 昭和29年4月1日 瑞浪市      | 昭和29年4月1日 瑞浪市                                                   | 瑞浪市                         | 瑞浪市   |
| 一日市場村     | 明治5年5月 神箆村に合併  | 明治8年1月 土岐村 | 土岐村                     | 土岐村                        | 大正15年4月1日 町制 土岐町   | 昭和26年4月1日 瑞浪土岐町     | 昭和29年4月1日 瑞浪市      | 昭和29年4月1日 瑞浪市                                                   | 瑞浪市                         | 瑞浪市   |
| 清水村         | 明治5年5月 神箆村に合併  | 明治8年1月 土岐村 | 土岐村                     | 土岐村                        | 大正15年4月1日 町制 土岐町   | 昭和26年4月1日 瑞浪土岐町     | 昭和29年4月1日 瑞浪市      | 昭和29年4月1日 瑞浪市                                                   | 瑞浪市                         | 瑞浪市   |
| 市原村         | 明治5年5月 神箆村に合併  | 明治8年1月 土岐村 | 土岐村                     | 土岐村                        | 大正15年4月1日 町制 土岐町   | 昭和26年4月1日 瑞浪土岐町     | 昭和29年4月1日 瑞浪市      | 昭和29年4月1日 瑞浪市                                                   | 瑞浪市                         | 瑞浪市   |
| 大草村         | 明治5年5月 神箆村に合併  | 明治8年1月 土岐村 | 土岐村                     | 土岐村                        | 大正15年4月1日 町制 土岐町   | 昭和26年4月1日 瑞浪土岐町     | 昭和29年4月1日 瑞浪市      | 昭和29年4月1日 瑞浪市                                                   | 瑞浪市                         | 瑞浪市   |
| 半原村         | 半原村                   | 明治8年1月 日吉村 | 日吉村                     | 日吉村                        | 日吉村                       | 日吉村                        | 昭和29年4月1日 瑞浪市      | 昭和29年4月1日 瑞浪市                                                   | 瑞浪市                         | 瑞浪市   |
| 本郷村         |                          | 明治8年1月 日吉村 | 日吉村                     | 日吉村                        | 日吉村                       | 日吉村                        | 昭和29年4月1日 瑞浪市      | 昭和29年4月1日 瑞浪市                                                   | 瑞浪市                         | 瑞浪市   |
| 深沢村         |                          | 明治8年1月 日吉村 | 日吉村                     | 日吉村                        | 日吉村                       | 日吉村                        | 昭和29年4月1日 瑞浪市      | 昭和29年4月1日 瑞浪市                                                   | 瑞浪市                         | 瑞浪市   |
| 平岩村         |                          | 明治8年1月 日吉村 | 日吉村                     | 日吉村                        | 日吉村                       | 日吉村                        | 昭和29年4月1日 瑞浪市      | 昭和29年4月1日 瑞浪市                                                   | 瑞浪市                         | 瑞浪市   |
| 宿洞村         |                          | 明治8年1月 日吉村 | 日吉村                     | 日吉村                        | 日吉村                       | 日吉村                        | 昭和29年4月1日 瑞浪市      | 昭和29年4月1日 瑞浪市                                                   | 瑞浪市                         | 瑞浪市   |
| 白倉村         |                          | 明治8年1月 日吉村 | 日吉村                     | 日吉村                        | 日吉村                       | 日吉村                        | 昭和29年4月1日 瑞浪市      | 昭和29年4月1日 瑞浪市                                                   | 瑞浪市                         | 瑞浪市   |
| 田高戸村       |                          | 明治8年1月 日吉村 | 日吉村                     | 日吉村                        | 日吉村                       | 日吉村                        | 昭和29年4月1日 瑞浪市      | 昭和29年4月1日 瑞浪市                                                   | 瑞浪市                         | 瑞浪市   |
| 松野村         |                          | 明治8年1月 日吉村 | 日吉村                     | 日吉村                        | 日吉村                       | 日吉村                        | 昭和29年4月1日 瑞浪市      | 昭和29年4月1日 瑞浪市                                                   | 瑞浪市                         | 瑞浪市   |
| 宿村           |                          | 明治8年1月 日吉村 | 日吉村                     | 日吉村                        | 日吉村                       | 日吉村                        | 昭和29年4月1日 瑞浪市      | 昭和29年4月1日 瑞浪市                                                   | 瑞浪市                         | 瑞浪市   |
| 北野村         |                          | 明治8年1月 日吉村 | 日吉村                     | 日吉村                        | 日吉村                       | 日吉村                        | 昭和29年4月1日 瑞浪市      | 昭和29年4月1日 瑞浪市                                                   | 瑞浪市                         | 瑞浪市   |
| 細久手村       |                          | 明治8年1月 日吉村 | 日吉村                     | 日吉村                        | 日吉村                       | 日吉村                        | 昭和29年4月1日 瑞浪市      | 昭和29年4月1日 瑞浪市                                                   | 瑞浪市                         | 瑞浪市   |
| 志月村         |                          | 明治8年1月 日吉村 | 日吉村                     | 日吉村                        | 日吉村                       | 日吉村                        | 昭和29年4月1日 瑞浪市      | 昭和29年4月1日 瑞浪市                                                   | 瑞浪市                         | 瑞浪市   |
| 南垣外村       |                          | 明治8年1月 日吉村 | 日吉村                     | 日吉村                        | 日吉村                       | 日吉村                        | 昭和29年4月1日 瑞浪市      | 昭和29年4月1日 瑞浪市                                                   | 瑞浪市                         | 瑞浪市   |
| 小里村         | 小里村                   | 明治8年1月 小里村 | 稲津村                     | 稲津村                        | 稲津村                       | 稲津村                        | 昭和29年4月1日 瑞浪市      | 昭和29年4月1日 瑞浪市                                                   | 瑞浪市                         | 瑞浪市   |
| 羽広村         |                          | 明治8年1月 小里村 | 稲津村                     | 稲津村                        | 稲津村                       | 稲津村                        | 昭和29年4月1日 瑞浪市      | 昭和29年4月1日 瑞浪市                                                   | 瑞浪市                         | 瑞浪市   |
| 須之宮村       |                          | 明治8年1月 小里村 | 稲津村                     | 稲津村                        | 稲津村                       | 稲津村                        | 昭和29年4月1日 瑞浪市      | 昭和29年4月1日 瑞浪市                                                   | 瑞浪市                         | 瑞浪市   |
| 萩原村         |                          |                   | 稲津村                     | 稲津村                        | 稲津村                       | 稲津村                        | 昭和29年4月1日 瑞浪市      | 昭和29年4月1日 瑞浪市                                                   | 瑞浪市                         | 瑞浪市   |
| 宿村           | 明治7年9月 改称 釜戸宿村 | 明治8年1月 釜戸村 | 余戸村                     | 余戸村                        | 大正10年7月1日 釜戸村        | 釜戸村                        | 昭和29年4月1日 瑞浪市      | 昭和29年4月1日 瑞浪市                                                   | 瑞浪市                         | 瑞浪市   |
| 公文垣内村     |                          | 明治8年1月 釜戸村 | 余戸村                     | 余戸村                        | 大正10年7月1日 釜戸村        | 釜戸村                        | 昭和29年4月1日 瑞浪市      | 昭和29年4月1日 瑞浪市                                                   | 瑞浪市                         | 瑞浪市   |
| 中切村         |                          | 明治8年1月 釜戸村 | 余戸村                     | 余戸村                        | 大正10年7月1日 釜戸村        | 釜戸村                        | 昭和29年4月1日 瑞浪市      | 昭和29年4月1日 瑞浪市                                                   | 瑞浪市                         | 瑞浪市   |
| 大島村         |                          | 明治8年1月 釜戸村 | 余戸村                     | 余戸村                        | 大正10年7月1日 釜戸村        | 釜戸村                        | 昭和29年4月1日 瑞浪市      | 昭和29年4月1日 瑞浪市                                                   | 瑞浪市                         | 瑞浪市   |
| 上平村         |                          | 明治8年1月 釜戸村 | 余戸村                     | 余戸村                        | 大正10年7月1日 釜戸村        | 釜戸村                        | 昭和29年4月1日 瑞浪市      | 昭和29年4月1日 瑞浪市                                                   | 瑞浪市                         | 瑞浪市   |
| 荻島村         |                          | 明治8年1月 釜戸村 | 余戸村                     | 余戸村                        | 大正10年7月1日 釜戸村        | 釜戸村                        | 昭和29年4月1日 瑞浪市      | 昭和29年4月1日 瑞浪市                                                   | 瑞浪市                         | 瑞浪市   |
| 平山村         |                          | 明治8年1月 釜戸村 | 余戸村                     | 余戸村                        | 大正10年7月1日 釜戸村        | 釜戸村                        | 昭和29年4月1日 瑞浪市      | 昭和29年4月1日 瑞浪市                                                   | 瑞浪市                         | 瑞浪市   |
| 大湫村         | 大湫村                   | 大湫村            | 余戸村                     | 余戸村                        | 大正10年7月1日 大湫村        | 大湫村                        | 昭和29年4月1日 瑞浪市      | 昭和29年4月1日 瑞浪市                                                   | 瑞浪市                         | 瑞浪市   |

## 行政
歴代郡長
| 代 | 氏名 | 就任年月日                | 退任年月日                | 備考                   |
| -- | ---- | ------------------------- | ------------------------- | ---------------------- |
| 1  |      | 明治12年（1879年）2月18日 |                           |                        |
|    |      |                           | 大正15年（1926年）6月30日 | 郡役所廃止により、廃官 |